# Zawisza Czarny z Garbowa
Zawisza Czarny z Garbowa herbu Sulima (łac. Zawissius Niger de Garbow, ur. ok. 1370 w Garbowie, zm. 12 czerwca 1428 pod Gołąbcem) – rycerz, niepokonany w licznych turniejach, symbol cnót rycerskich; delegat na Sobór w Konstancji, uczestnik wojen z zakonem krzyżackim, Turkami i husytami, starosta kruszwicki od 1417, starosta spiski od 1420 r.

## Historia

### Rodzina
Rodzicami Zawiszy byli Dorota i Mikołaj z Garbowa, kasztelan konarski sieradzki. Mieli oni oprócz Zawiszy jeszcze dwóch młodszych synów: Jana zwanego Farurejem, starostę spiskiego i stolnika krakowskiego oraz Piotra Kruczka.
Żoną Zawiszy Czarnego była Barbara herbu Pilawa, córka Macieja Maczudy z Lubstowa Małego herb Leszczyc – bratanica biskupa krakowskiego Piotra Wysza, którą poślubił około 1397 r. Historycy sugerują, że było to małżeństwo z rozsądku, choć przyznają też, że Zawisza w tym czasie musiał być już znacznym rycerzem, gdyż biskup krakowski nie zgodziłby się zapewne na małżeństwo bratanicy z kimś zwykłym.
Z ich małżeństwa przyszło na świat czterech synów: najstarszy Marcin, Stanisław z Rożnowa poległy w bitwie pod Warną w 1444, Zawisza i najmłodszy Jan z Rożnowa, starosta kolski, pojmany w bitwie pod Chojnicami w 1454 r. do niewoli (w której zmarł)

### Rycerz
Wielokrotnie brał udział w wyprawach przeciwko Turkom, występując wraz ze swym bratem Farurejem w szeregach rycerstwa europejskiego, ściągany na te wyprawy przez króla Węgier, Zygmunta Luksemburskiego, z którego dworem był przez lata silnie związany.
Na wieść o szykującej się ostatecznej rozprawie z Krzyżakami powrócił do Polski. Uczestniczył w bitwie pod Grunwaldem i niewykluczone, że to właśnie Zawisza w krytycznym momencie bitwy uratował królewski sztandar, choć nie ma na to wyraźnych dowodów. Po bitwie Zawisza wystąpił razem ze Ściborem ze Ściborzyc z propozycją zawarcia pokoju między królem polskim i królem węgierskim Zygmuntem Luksemburskim (układ w Lubowli w 1411). W 1412 uczestniczył wraz z królem Władysławem Jagiełłą w uroczystym zjeździe monarchów w Budzie, występując również jako uczestnik zorganizowanego przy tej okazji wielkiego turnieju rycerskiego. Nagrodą dla rycerza uznanego za najlepszego miał być rumak ze złotymi podkowami, dla najlepszego giermka rumak z podkowami srebrnymi. Wprawdzie Jan Długosz przedstawia rycerzy polskich, drużynowo, jako najlepszych. Główne nagrody przypadły rycerzowi ze Śląska i giermkowi z Austrii.

### Służba dyplomatyczna

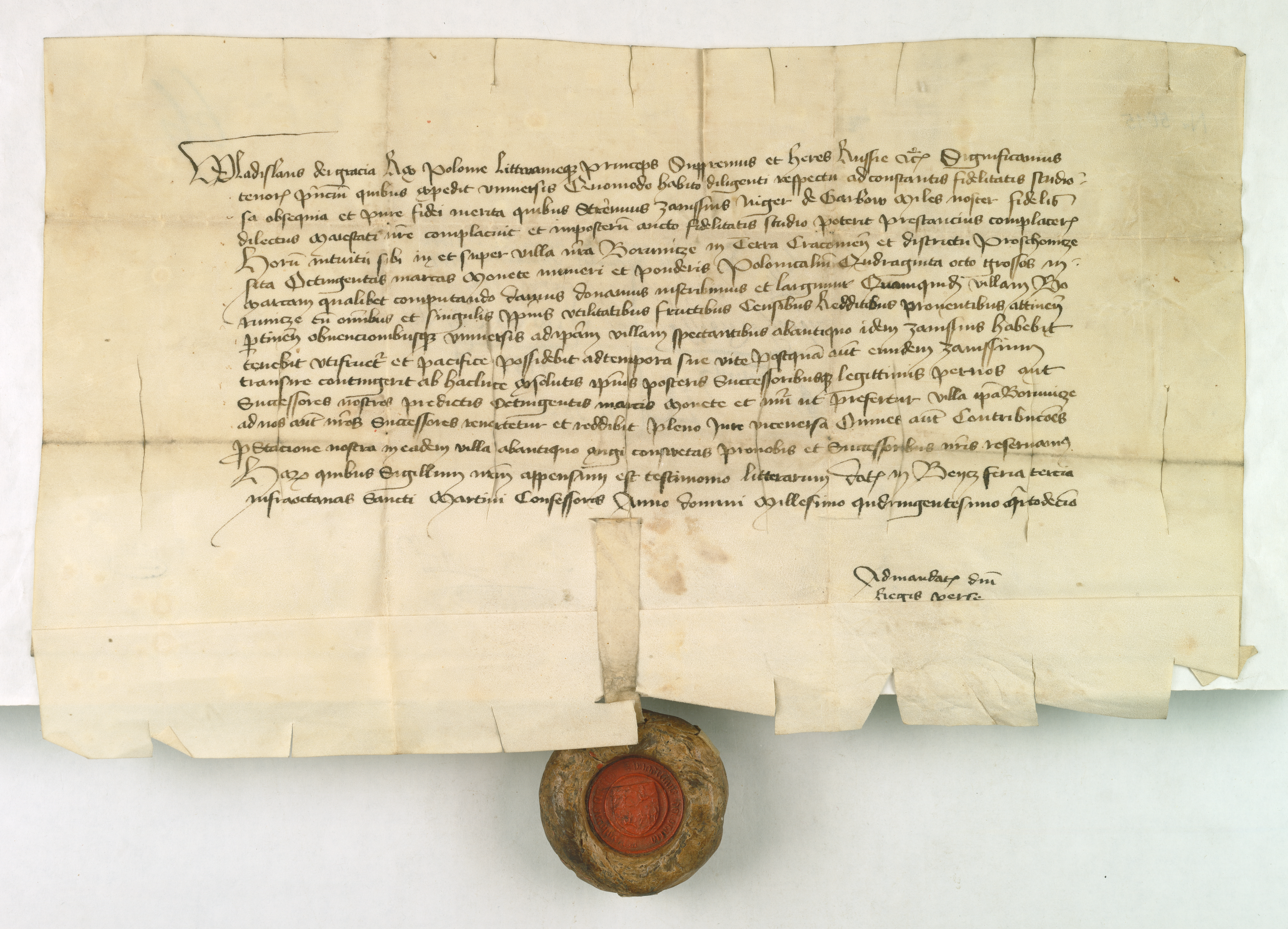
Zapis króla Władysława Jagiełły dla Zawiszy Czarnego na sumę na Borunicach (1414 r.).

Będąc świetnym dyplomatą, a przez to jednym z najbardziej zaufanych ludzi króla Władysława Jagiełły, został wysłany jako jeden z sześciu posłów delegacji polskiej na Sobór w Konstancji (1414–1418), gdzie wsławił się występując jako jeden z nielicznych obrońców sprawy i osoby Jana Husa. 9 maja 1418 na Soborze w Konstancji w obecności papieża oświadczył, że czci króla polskiego będzie bronić „gębą i ręką” i uzyskał od Marcina V potępienie paszkwilu napisanego przez zakonnika Jana Falkenberga. Oszczercze pismo wobec króla Jagiełły i Polaków nosiło tytuł Satyra przeciw herezji i innym nikczemnościom Polaków i ich króla Jagiełły.
Wielokrotnie posłował na dwór Zygmunta Luksemburskiego. Podczas odbywania jednego ze swych licznych poselstw, przebywając na dworze tegoż władcy, dostał się do niewoli czeskiej podczas walk pod Niemieckim Brodem, w czasie krucjaty przeciw husytom. Z niewoli tej został uwolniony, po wpłaceniu okupu.

### Służba u Zygmunta Luksemburskiego
W 1415 towarzyszył królowi Zygmuntowi Luksemburskiemu podczas spotkania z królem Ferdynandem I Aragońskim w Perpignan (stolicy hrabstwa Roussillon, zależnego od Aragonii), gdzie pokonał w głośnym pojedynku rycerza Jana z Aragonii, wysadzając go z siodła jednym uderzeniem kopii. Utwierdziwszy w ten sposób sławę niepokonanego i najznakomitszego rycerza w Europie, chętnie był podejmowany na dworach władców europejskich.
W latach 1420–1422 walczył po stronie króla Węgier z czeskimi husytami.
W historii odnotowano również słynną ucztę, jaką wydał Zawisza Czarny na ulicy św. Jana w Krakowie dla monarchów biorących udział w uroczystościach zaślubin Władysława Jagiełły i Zofii Holszańskiej w 1424. Wzięli w niej udział król rzymski, duński, polski, książęta mazowieccy, śląscy oraz inni dostojnicy.

### Śmierć Zawiszy Czarnego
W roli dowódcy oddziałów najemnych uczestniczył w wyprawie Zygmunta Luksemburskiego na Turków w 1428 i osłaniał odwrót tego władcy z pola walki pod Golubacem (Gołąbcem); król Zygmunt posłał łódź dla Zawiszy i nakazał mu na nią wsiąść. Rycerz postanowił pozostać ze swoimi towarzyszami na polu bitewnym. Odesławszy łódź, ruszył z dwoma pieszymi przeciw wojsku tureckiemu. Został otoczony przez wroga i wzięty do tureckiej niewoli. Jak mówi legenda, przyczyną śmierci Zawiszy był konflikt między dwoma janczarami o to, czyim jeńcem był Zawisza. Podczas kłótni jeden z przeciwników wyciągnął szablę (jatagan) i obciął Zawiszy głowę.
Przyczynę śmierci Zawiszy Czarnego upatrywano jednak przede wszystkim w nieudolności króla Zygmunta Luksemburskiego jako naczelnego dowódcy tejże wyprawy.
Symboliczny pogrzeb Zawiszy odbył się w listopadzie 1428 roku w kościele franciszkanów w Krakowie.

## Potomkowie Zawiszy
Potomkowie Zawiszy Czarnego wywodzą się od jego syna Jana (ożenionego z Małgorzatą Szafraniec z Pieskowej Skały) i wnuczki Barbary z Rożnowa. Odnajdujemy wśród nich m.in. hetmana Stanisława Koniecpolskiego, sławnego z Potopu księcia Bogusława Radziwiłła czy też słynnego zagończyka mjr. Henryka Hubala Dobrzańskiego.

## Zawisza Czarny w kulturze

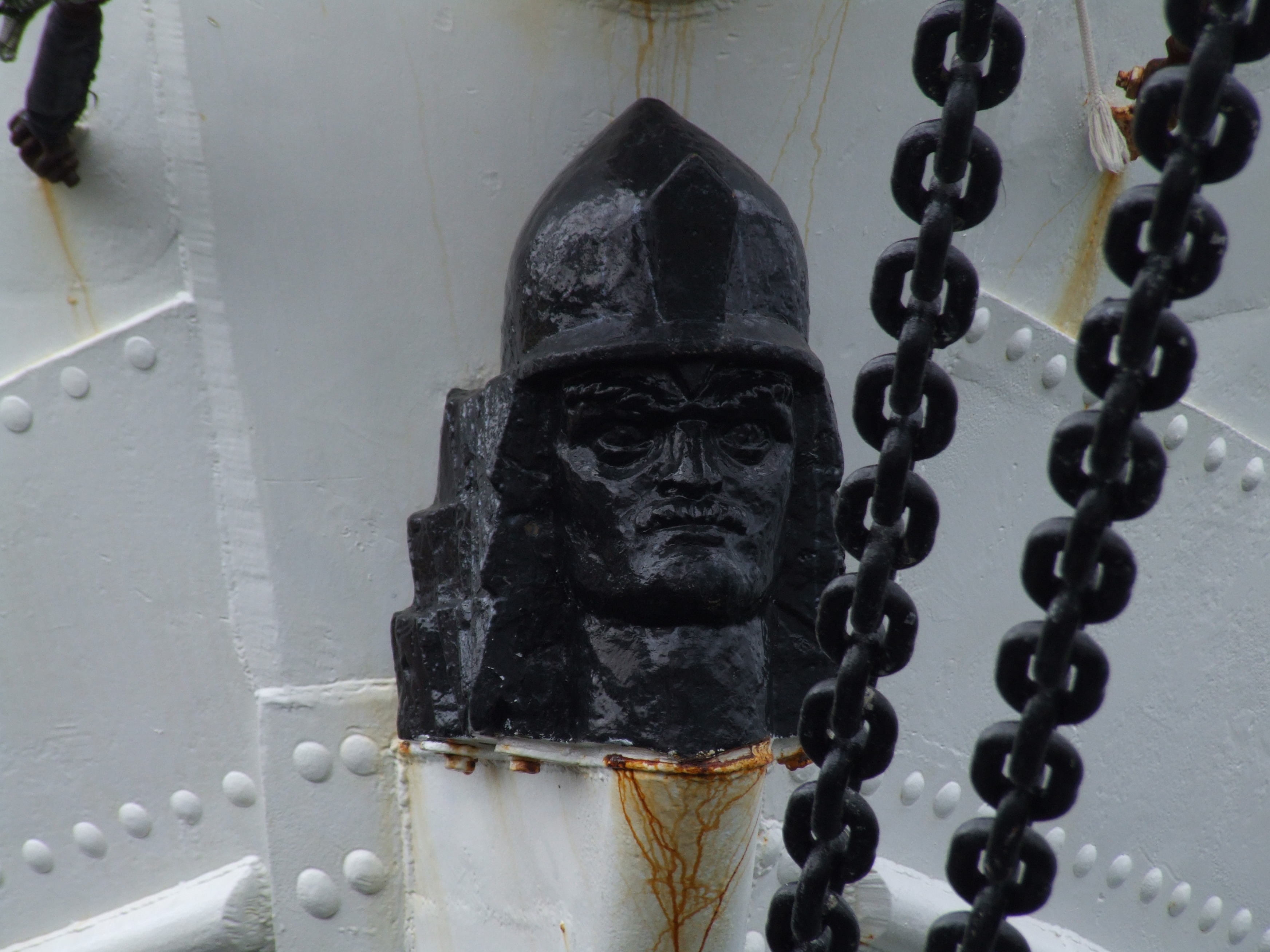
Wyobrażenie Zawiszy Czarnego – galion na jachcie jego imienia

### Źródła
Jan Długosz, kronikarz na dworze Kazimierza Jagiellończyka, napisał o Zawiszy:
Nie tylko w tej bitwie, w której pojmany zginął, ale we wszystkich wyprawach okazywał się rycerzem dzielnym i znakomitym, słynął odwagą i wielkimi czynami, w których nikt mu nie dorównywał. Był zaś w mowie słodki i ujmujący, tak że nie tylko ludzi zacnych i szlachetnych, ale barbarzyńców nawet swoją uprzejmością zniewalał. Miał przede wszystkim ten rzadki w sobie przymiot, że jak w bitwie najśmielszy zapał, tak w radzie najumiarkowańszą okazywał rozwagę. Godzien za swe bohaterskie dzieła nie moich słabych, ale i Homera samego pochwał.
Kanonik krakowski i poeta Adam Świnka po śmierci Zawiszy Czarnego ułożył po łacinie epitafium na jego cześć o treści:
Wolał krew mężnie przelać, niż życie ocalić.
Całe epitafium Zawiszy, zaczynające się od incipitu Arma tua fulgent, sed non hic ossa quiescunt, znalazło się w księdze XI Roczników Jana Długosza.
Natomiast Zygmunt Luksemburski w liście do wielkiego księcia litewskiego Witolda pisał po śmierci Zawiszy:
Rycerstwo straciło w Zawiszy najzręczniejszego i najobrotniejszego towarzysza i wodza. Jak to zresztą całemu światu wiadomo, najdzielniejszym był rycerzem, najdoświadczeńszym wojownikiem i wielkim dyplomatą. Domagają się jego znakomite czyny, ażeby zmarły ojciec w swych synach ożył i w swoim potomstwie.
Dla wielu pokoleń Polaków Zawisza Czarny stał się jednym z ważniejszych bohaterów narodowych, przede wszystkim symbolem niewzruszonej odwagi, nadzwyczajnej słowności i lojalności. Słynne stało się powiedzenie: Na nim ci jako na Zawiszy, czyli Polegaj jak na Zawiszy, które weszło do Prawa Harcerskiego jako symbol solidności i niezawodności, do której dążą harcerze.

### Literatura
Zawisza Czarny jest tytułowym bohaterem:
- nieukończonego dramatu Juliusza Słowackiego pt. Zawisza Czarny (ok. 1844–1845).
- poematu Kazimierza Przerwy-Tetmajera pt. Elegia na śmierć Zawiszy Czarnego (1912).
- powieści Karola Bunscha pt. O Zawiszy Czarnym opowieść (1959).
- powieści historycznej Stefana Marii Kuczyńskiego pt. Zawisza Czarny: powieść historyczna (1980).
- powieści Szymona Jędrusiaka – Zawisza Czarny. Aragonia (2015).
- powieści Szymona Jędrusiaka – Zawisza Czarny. Droga do króla (2017).
- powieści Szymona Jędrusiaka – Zawisza Czarny. Wielka wojna (2018).
- powieści historycznej Jacka Komudy – Zawisza. Czarne Krzyże (2021)[14].

Postać Zawiszy została przedstawiona również w Krzyżakach Henryka Sienkiewicza, w Weselu Stanisława Wyspiańskiego, w opowiadaniu Teodora Jeske-Choińskiego pt. Triumf Zawiszy Czarnego, Trylogii husyckiej Andrzeja Sapkowskiego, a także w cyklu krzyżackim Dariusza Domagalskiego.

### Kinematografia
Postać Zawiszy Czarnego występuje w filmie Krzyżacy w reżyserii Aleksandra Forda. W jego postać wcielił się Cezary Julski. W serialu historycznym Królewskie sny w jego rolę wciela się Wojciech Kostecki, zaś w serialu Korona królów gra go Robert Jarociński.

### Inne
W grach komputerowych:
- Postać Zawiszy Czarnego występuje w grze Kingdom Come: Deliverance II z 2025 roku.[15] Można spotkać go w obozie Zygmunta Luksemburskiego, a nawet wyzwać na pojedynek w ramach zadania "Utracona Cześć".

## Inspiracje
- Karol Bunsch: O Zawiszy Czarnym opowieść, Editions, Kraków 2004, ISBN 83-7366-058-5.
- Kazimierz Przerwa-Tetmajer: Zawisza Czarny – fantazja dramatyczna. Kraków 1901
- Juliusz Słowacki: Zawisza Czarny, [w:] Dzieła wszystkie. T.X., Wrocław 1952–1963.